# Nicolaus Hulthenius
Nicolaus Petri Hulthenius, född 1560, död 1640 i Hults församling, Jönköpings län, var en svensk präst.

## Biografi
Nicolaus Hulthenius föddes 1560. Han var son till kyrkoherden Petrus Wadstenensis i Hults församling. Han blev 1583 student vid Uppsala universitet och prästvigdes 1585. Hulthenius blev komminister i Edshults församling och från 1590 kyrkoherde i Hults församling efter sin far. År 1593 skrev han under Uppsala möte. Han avled 1640 i Hults församling.

### Familj
Hulthenius var gift och fick barnen kyrkoherden Petrus Hulthenius i Vinnerstads församling och kyrkoherden Isaacus Hulthenius i Hults församling.